# Tiểu long bao
Tiểu long bao là một loại màn thầu hấp (bánh bao) tại Giang Tô, Trung Quốc; đặc biệt gắn liền đến Vô Tích và Thượng Hải (Thượng Hải trước đây là một phần của tỉnh Giang Tô). Ở Thượng Hải, chúng được gọi là tiểu long màn thầu vì người nói tiếng Ngô ở Trung Quốc sử dụng định nghĩa truyền thống của "màn thầu", dùng để chỉ cả loại bánh có nhân và không có nhân. Theo truyền thống, món được hấp trong tiểu long, là một loại lồng hấp, nên có tên gọi như vậy. Trong tiếng Anh, tiểu long bao thường được xem là một loại "dumpling" (thức ăn có vỏ bọc quanh nhân), nhưng không giống dumpling kiểu Anh hoặc Mỹ, cũng như với sủi cảo của Trung Quốc.

## Nguồn gốc

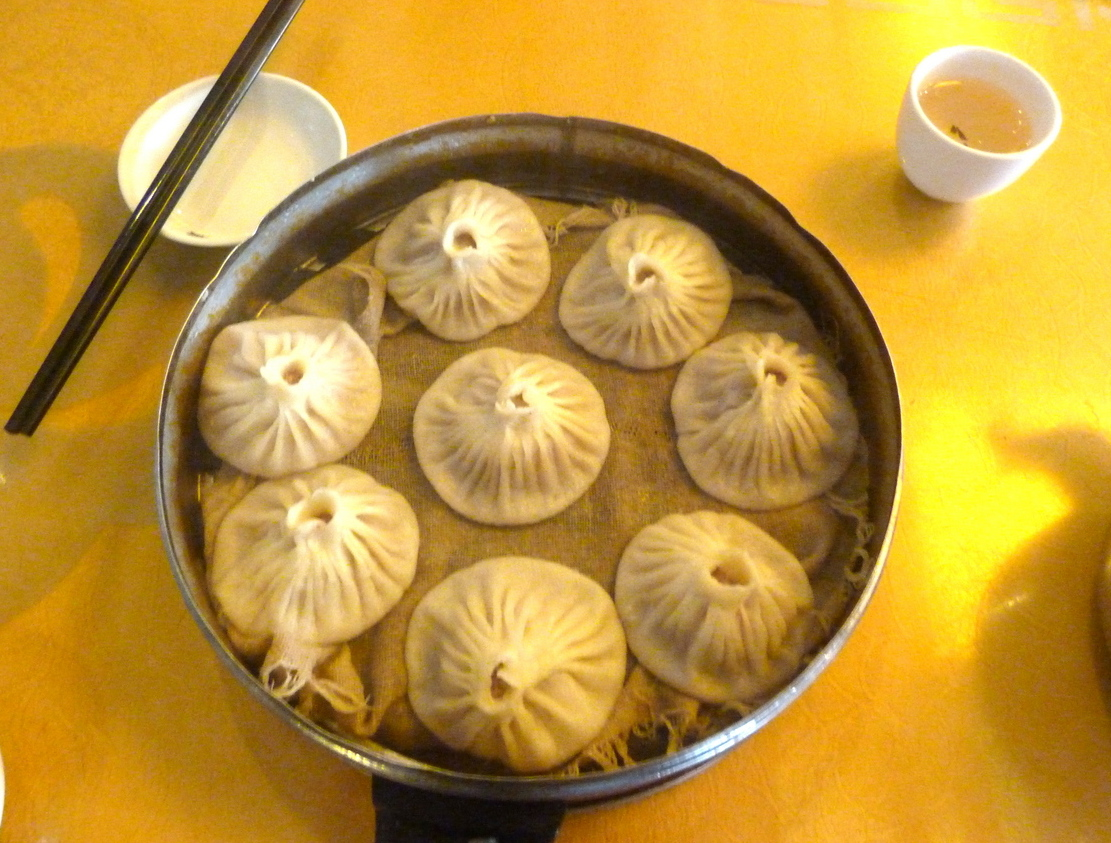
Quán thang bao - món bánh bao nhân súp được cho là nguồn gốc của tiểu long bao

## Phục vụ

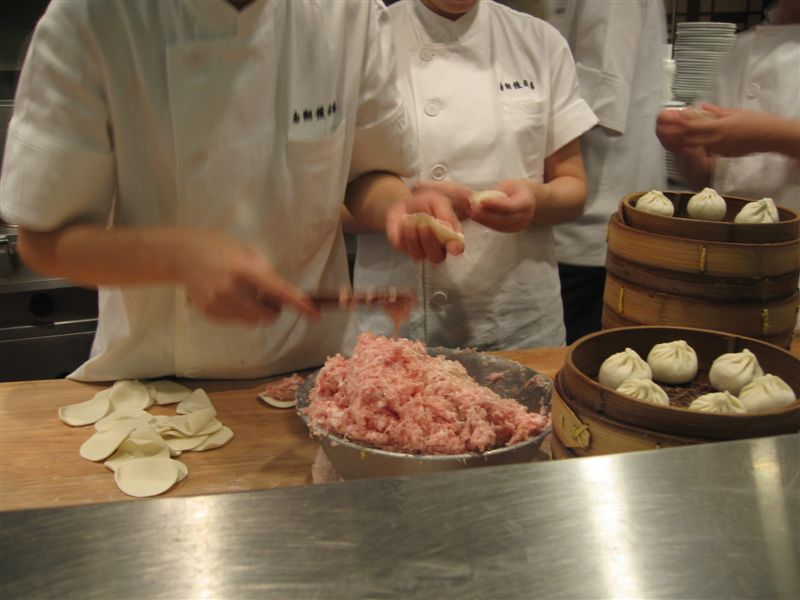
Làm tiểu long bao tại Nam Tường màn thầu điếm, Lục Bản Mộc Tân Thành
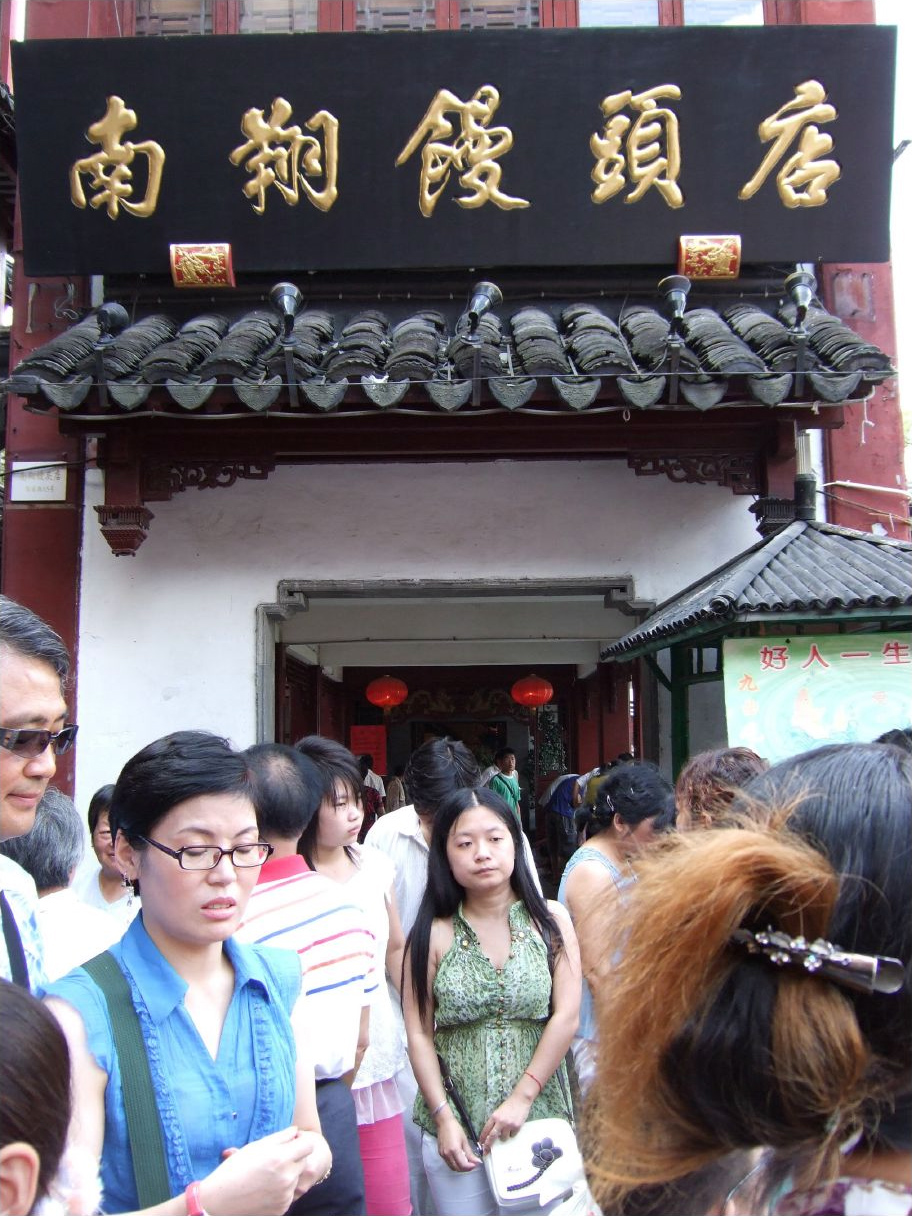
Cảnh xếp hàng quanh năm bên ngoài Nam Tường màn thầu điếm (tiệm màn thầu Nam Tường) ở Thượng Hải

## Hình ảnh

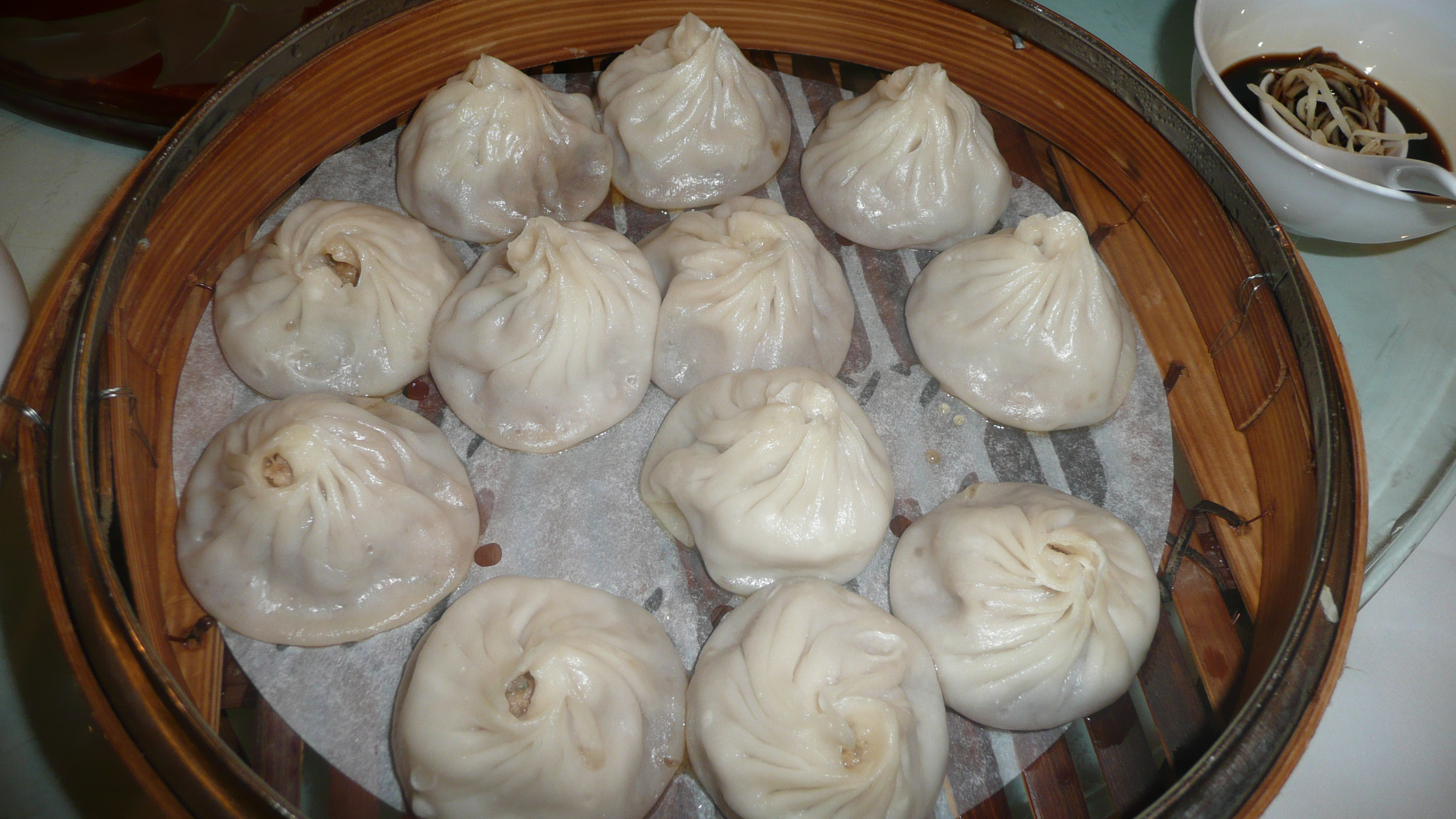
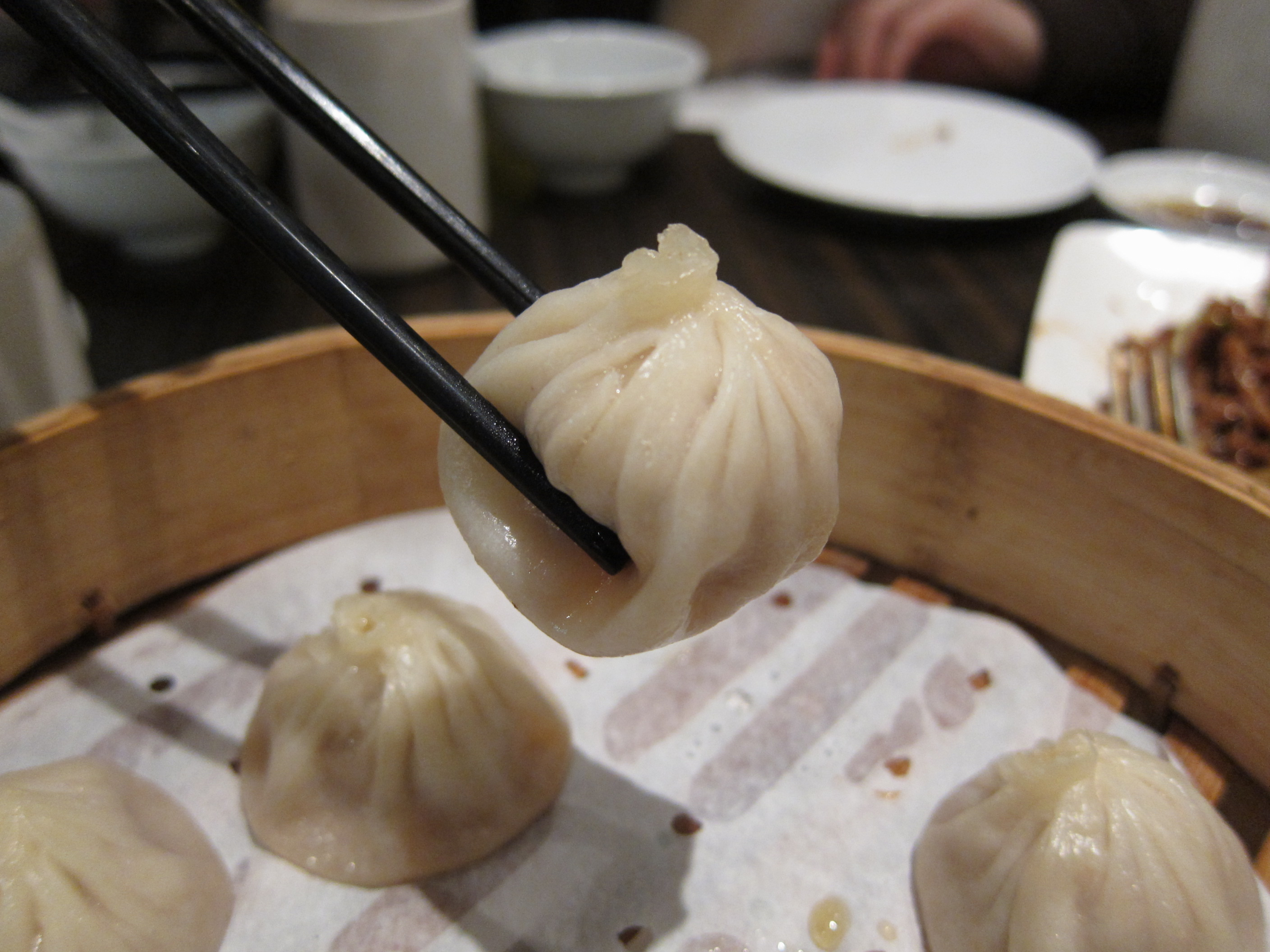
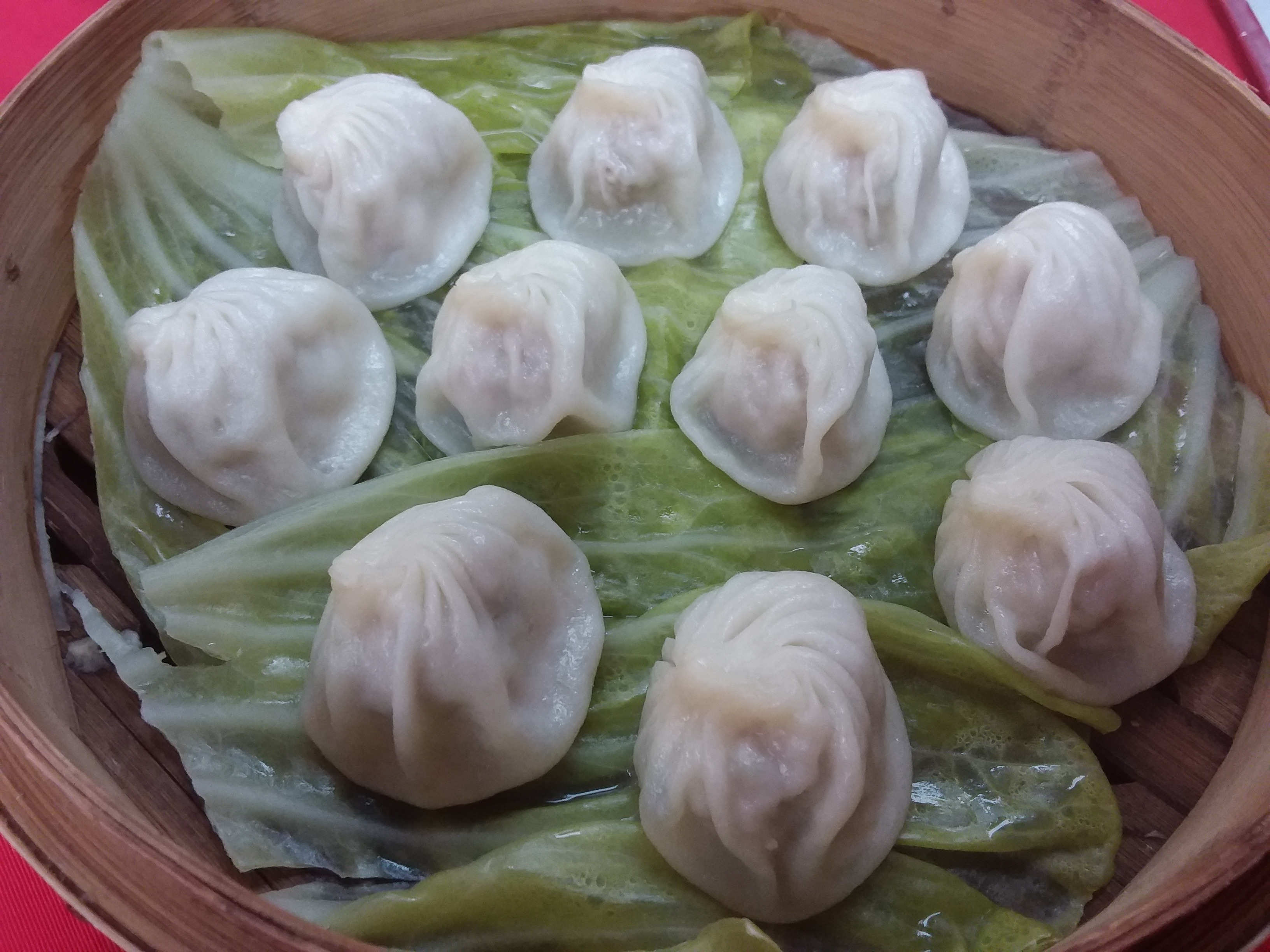
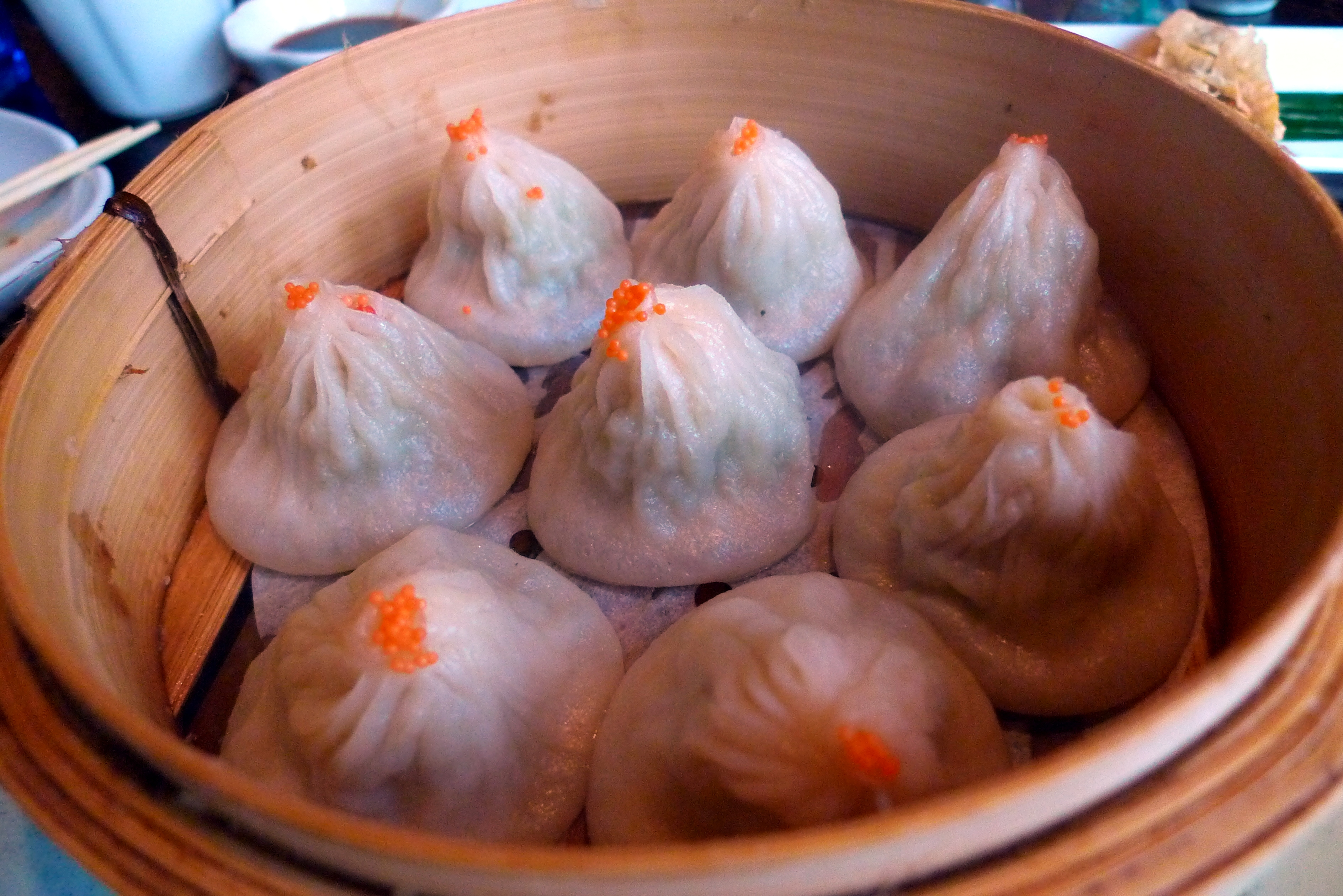
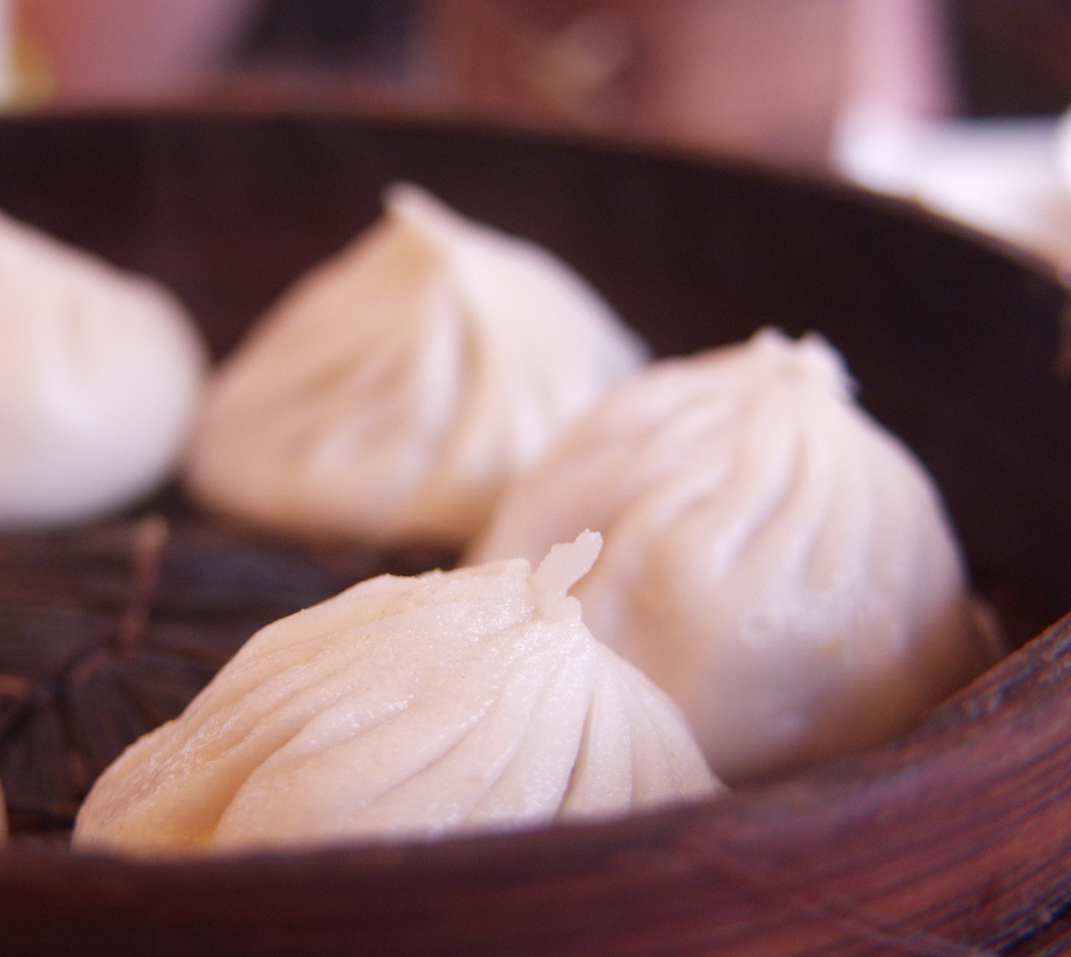
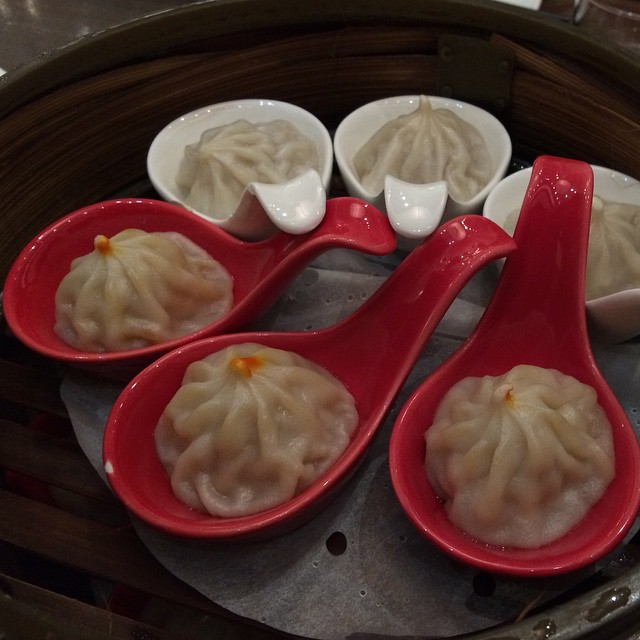
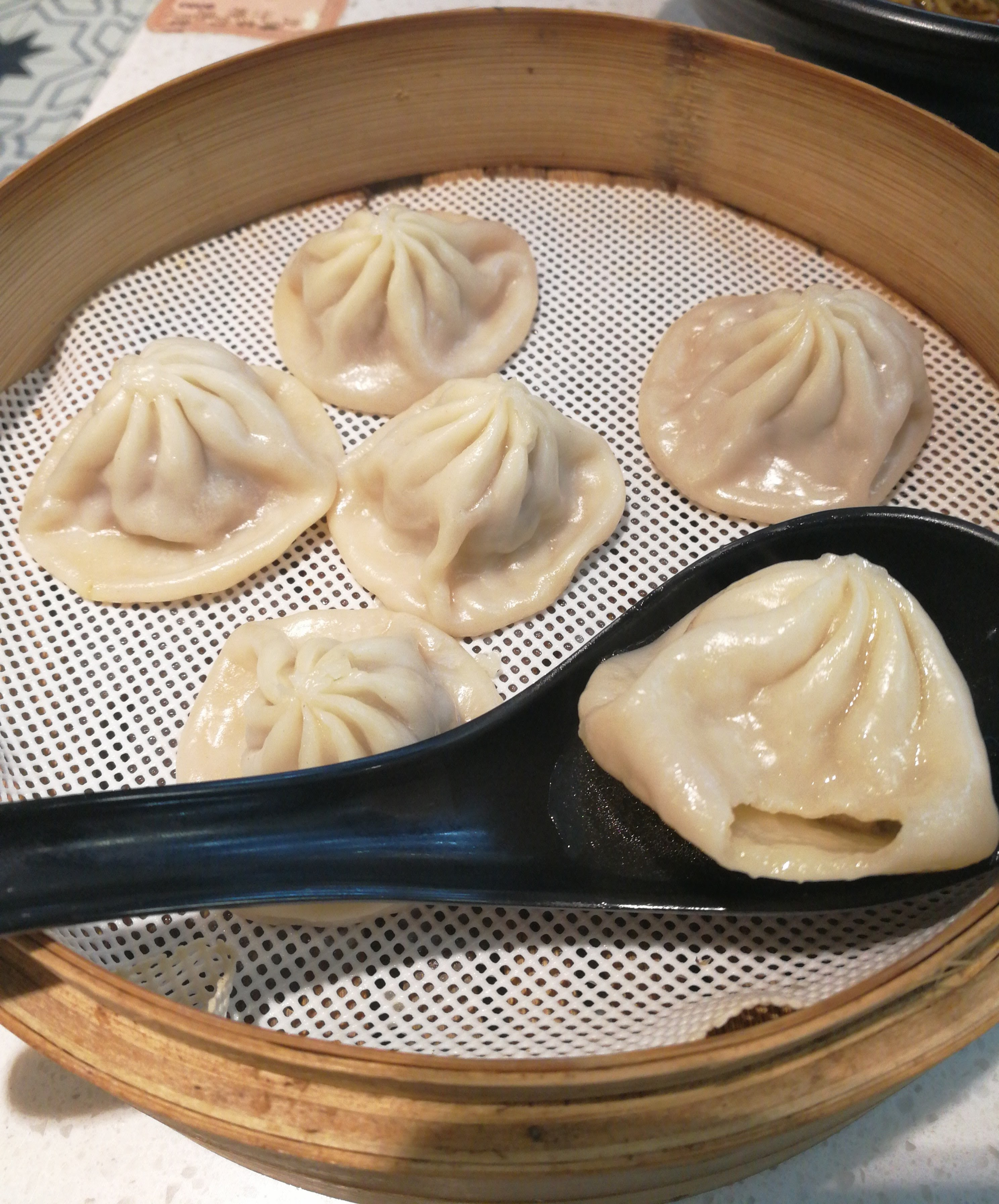
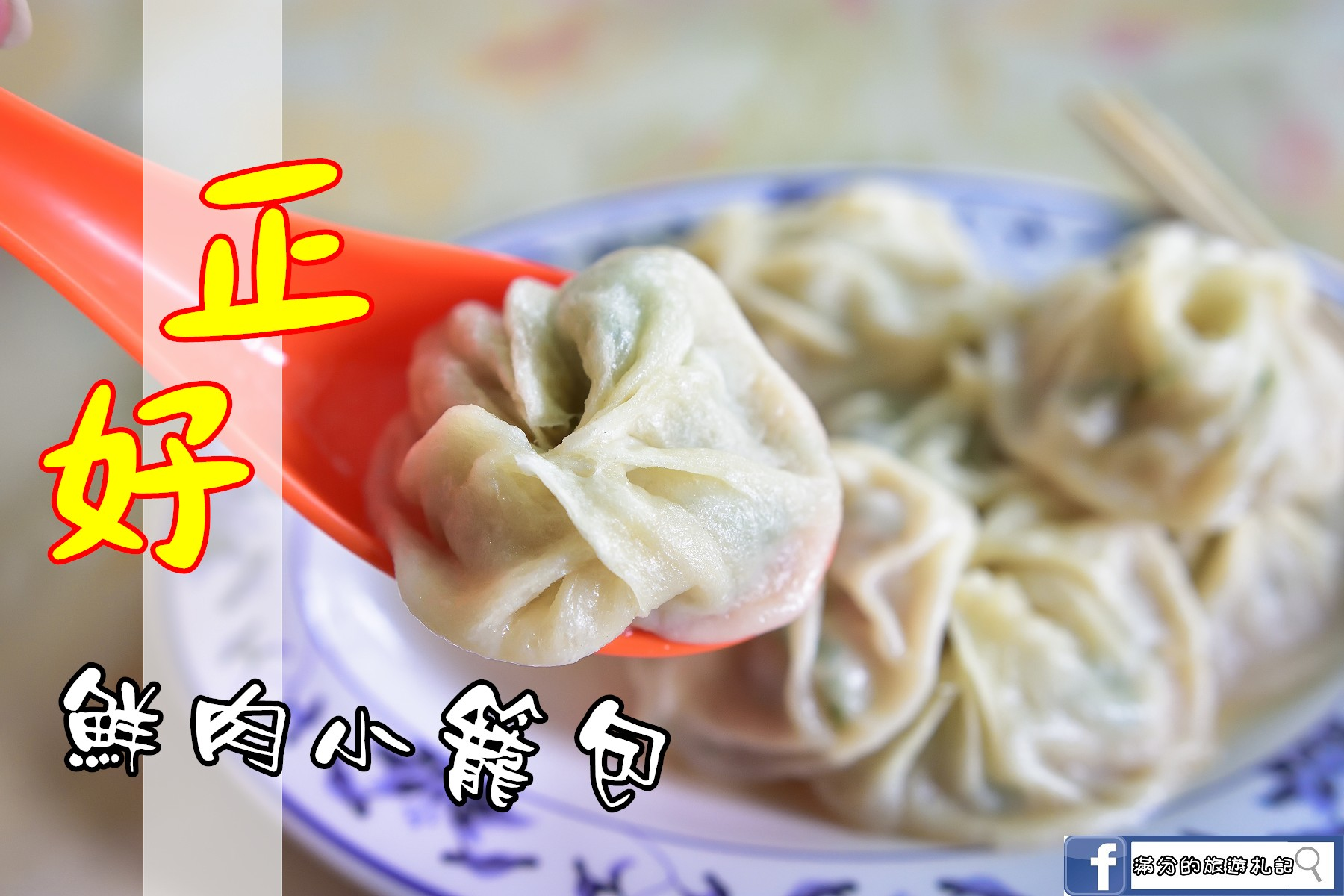
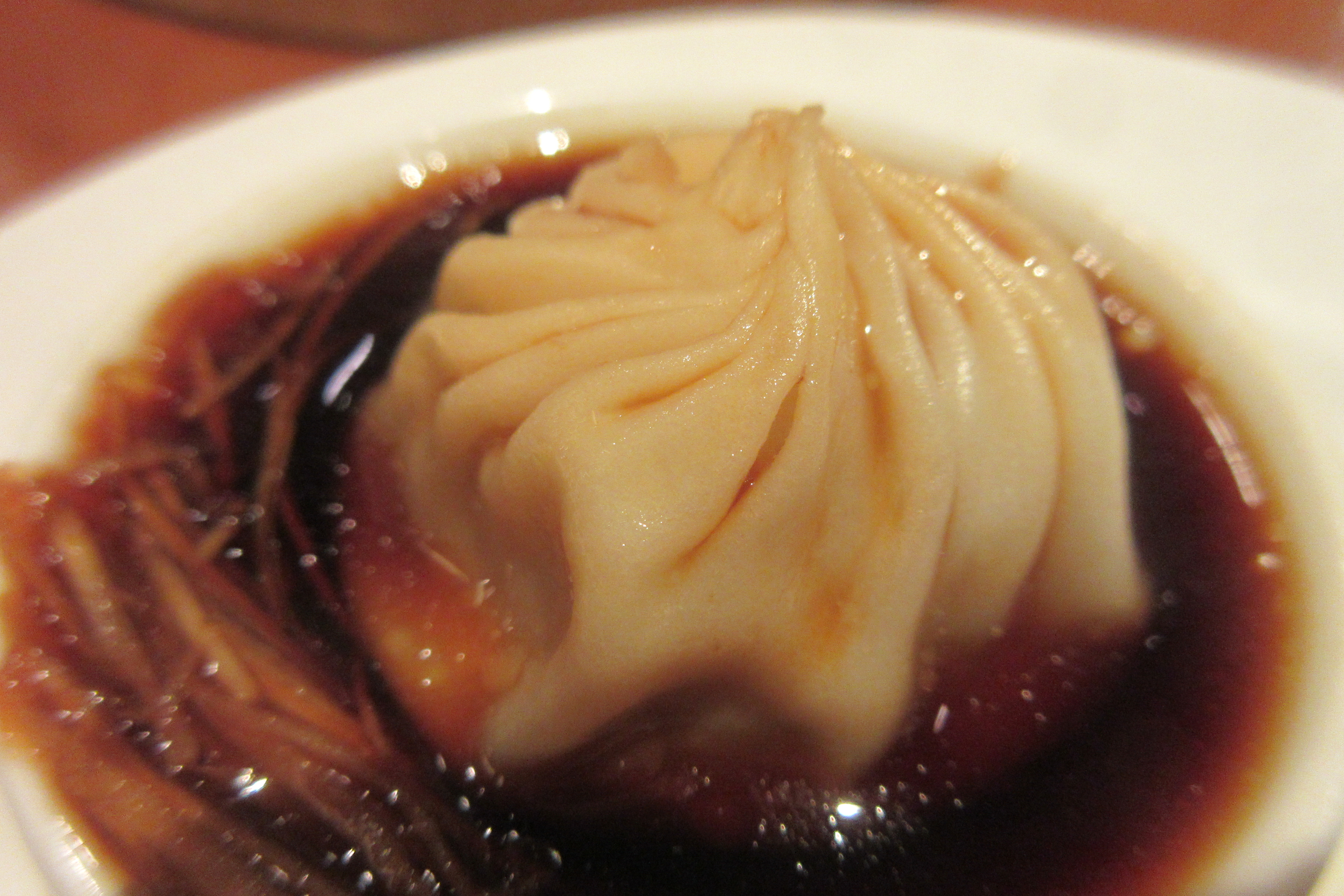
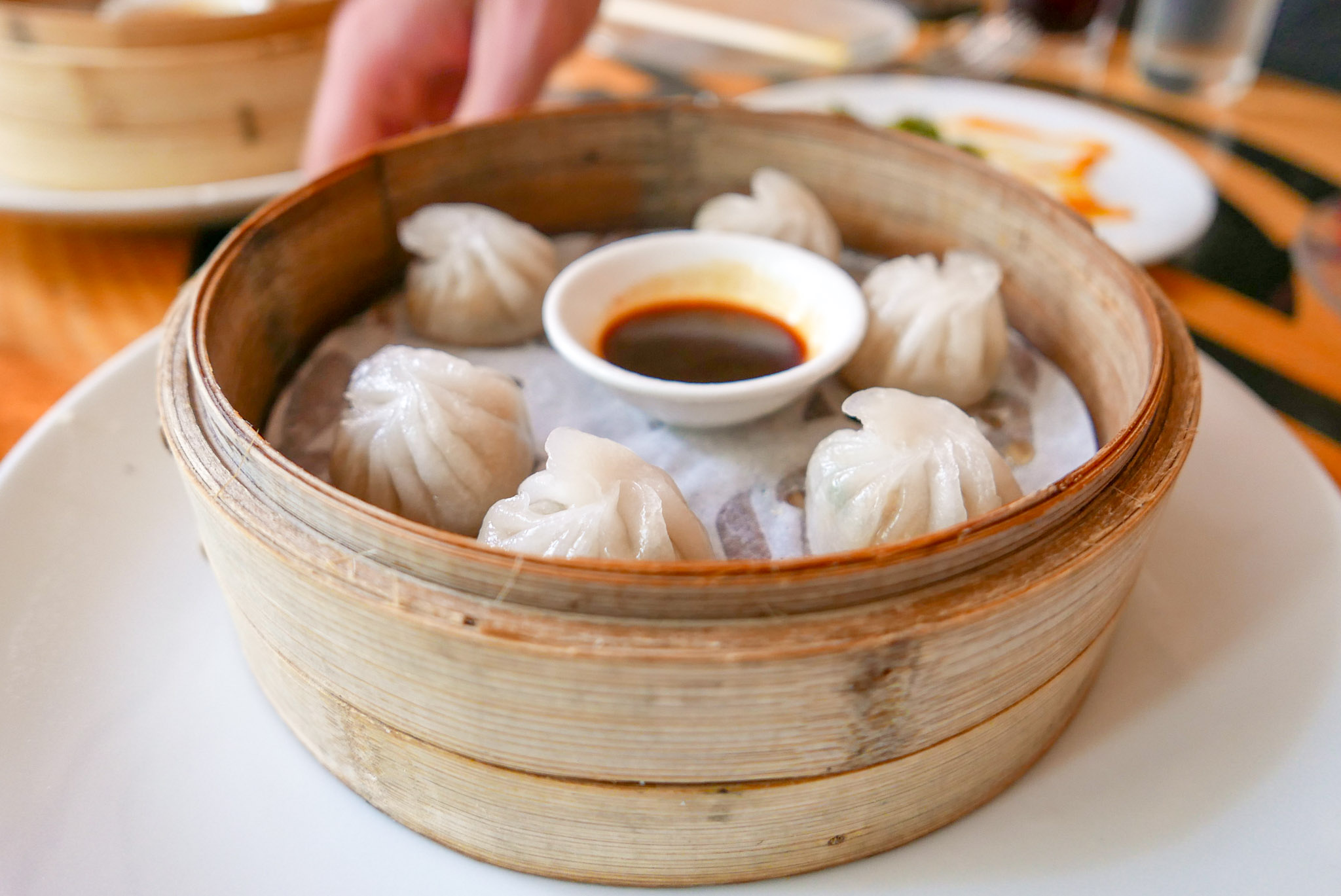
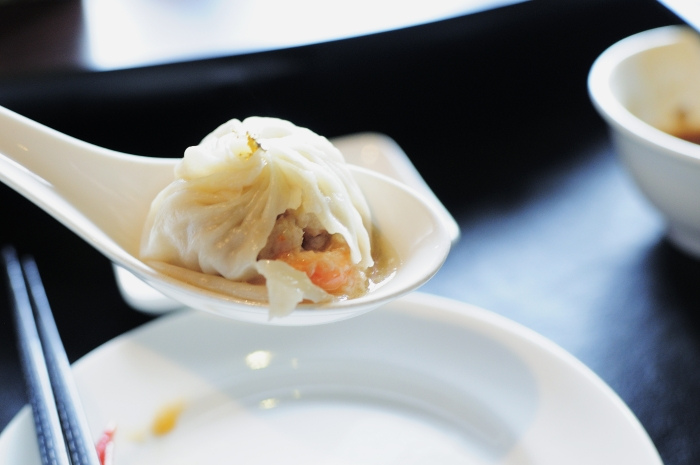
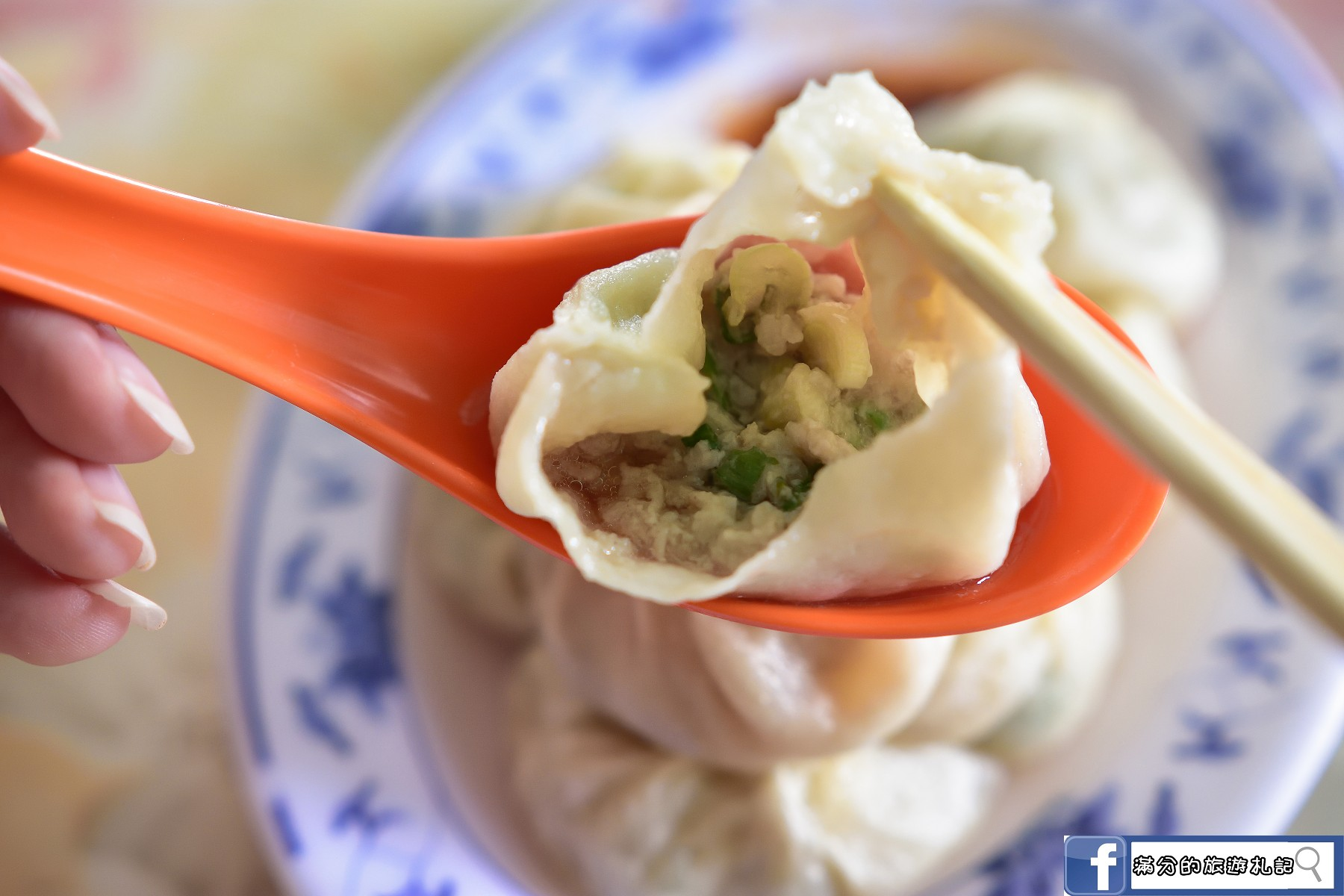